# Melophorus marius
Melophorus marius är en myrart som beskrevs av Auguste-Henri Forel 1910. Melophorus marius ingår i släktet Melophorus och familjen myror. Inga underarter finns listade i Catalogue of Life.

## Bildgalleri

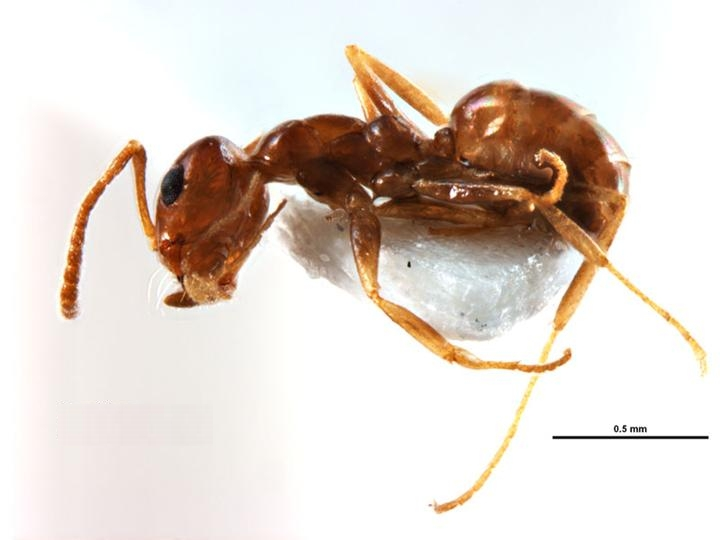